# Glypta novascotiae
Glypta novascotiae là một loài tò vò trong họ Ichneumonidae.